# 老梅尔文·梅特卡夫
老梅尔文·梅特卡夫（英語：Melvin Metcalfe Sr.，1911年11月1日—1977年5月11日），美国音频工程师。他曾因电影大地震获得奥斯卡最佳音响效果奖。

## 部分影视作品
- 大地震 (1974)